# IC 3324
IC 3324 је двојна звијезда у сазвјежђу Береникина коса која се налази на листи објеката дубоког неба у Индекс каталогу.
Деклинација објекта је + 26° 44' 22" а ректасцензија 12h 25m 49,0s. IC 3324 је још познат и под ознакама * + gxy ?.